# Ad extirpanda
Ad extirpanda (pojmenovaná podle svých úvodních slov v latině) byla papežská bula vyhlášená dne 15. května 1252 papežem Inocencem IV. Papež touto bulou oficiálně povolil užití práva útrpného inkvizicí pro získání přiznání od kacířů. Tortura mohla být užita při splnění následujících podmínek:
- nesmí způsobit ztrátu končetiny nebo smrt
- smí být užita pouze jednou
- inkvizitor považoval jiné důkazy proti obviněným za spolehlivé

Současně stanovila přísné podmínky pro vynášení konfiskačních, doživotních a hrdelních rozsudků nad heretiky.
Bula též stanovila, že kacíři jsou "vrazi duší tak jako zloději svátostí a křesťanské víry".